# Sadkowice (województwo łódzkie)
Sadkowice – wieś w Polsce położona w województwie łódzkim, w powiecie rawskim, w gminie Sadkowice. W latach 1975–1998 miejscowość administracyjnie należała do województwa skierniewickiego.
Przez miejscowość przepływa niewielka rzeka Rokitna, lewy dopływ Pilicy.
Miejscowość jest siedzibą gminy Sadkowice i rzymskokatolickiej parafii Świętych Dziesięciu Tysięcy Rycerzy Męczenników.

## Historia
Wieś szlachecka położona była w drugiej połowie XVI wieku w powiecie bielskim ziemi rawskiej województwa rawskiego.
Sadkowice są wsią kościelną. Nazwę wzięły prawdopodobnie od nazwiska Sadek. Miejscowość jest gniazdem rodów Sadkowskich, herbu Rola. Z rodem tej średniej szlachty związana była historia wsi aż do XVII w. Sadkowscy piastowali drobne urzędy z ziemi rawskiej, byli elektorami naszych królów, a także studiowali w Akademii Krakowskiej. Oni też najprawdopodobniej ufundowali pierwszy kościół drewniany pod wezwaniem Dziesięciu Tysięcy Rycerzy Męczenników, o którym pierwsza wzmianka historyczna pochodzi z 1428.
Specyficzne położenie Sadkowic na skrzyżowaniu dróg taktowych powodowało, że przez wieś przechodziły kilkakrotnie obce wojska. W 1655 przechodził tędy gen. Duglas z 6 tysiącami Szwedów, a w 1656 król szwedzki Karol X Gustaw razem z Hieronimem Radziejowskim, następnie Karol XII w 1704, a w 1794 król pruski Fryderyk Wilhelm II. W 1809 maszerowali tędy Austriacy w drodze do Warszawy i ponownie w odwrocie do Nowego Miasta nad Pilicą. Fakty te miały niewątpliwie wpływ na ubożenie okolicy po każdym takim przemarszu.
Na przełomie XVII i XVIII w wieś Sadkowice przeszła w ręce Załuskich, herbu Junosza, następnie Krasińskich i ponownie Załuskich, od których w 1792 dobra Sadkowic kupił Franciszek Leszczyński, herbu Belina. Jego córka Julianna w posągu wniosła dobra sadkowskie rodzinie Zawiszów, herbu Przeora, którzy pozostali właścicielami do 1888.
W 1813 spalił się drewniany kościół, wspomniany z okazji wizytacji w latach 1552 i 1617, a na jego miejsce Onufry Zawisza ufundował nowy, także drewniany kościół o jednej frontowej wieży. Obecnie murowany, dwuwieżowy kościół ufundował w latach 1884-86 Marian Zawisza.
W 1827 Sadkowice miały 30 domów i 310 mieszkańców. Natomiast w 1889 45 domów i 335 mieszkańców. W 1854 wzmiankowana jest w Sadkowicach szkoła elementarna. Po rodzinie Zawiszów, dobra sadkowskie przejmuje Świdziński, a w 1894 kupuje je Antoni Radzikowski, którego syn Wacław jest ostatnim dziedzicem tych dóbr. W skład gminy wchodzą równie stare wsie: Lubania, o której pierwsze zapisy historyczne pochodzą z XV w, a także Kaleń, Bujały, Olszowa Wola i Lewin. Z Lubanią jest związana historyczna osoba generała Antoniego Józefa Madalińskiego herbu Larysza, gorącego patrioty i bohatera doby upadku Polski, uczestnika powstania kościuszkowskiego.
Kilka ważnych dat z historii gminy jako urzędu:
- 16 stycznia 1816 – w Królestwie Polskim, dekretem księcia namiestnika o organizacjach terenowych i gminnych utworzono gminy przy następujących dworach: Kłopoczyn, Trębaczew, Bujały, Skarbkowa Wieś i Olszowa Wola.
- 16 marca 1859 – ukazem cara Aleksandra II o zmianach administracji gminnych w celu powiększenia ich terenów skasowano gminy w Olszowej Woli, Skarbkowej Wsi i Bujałach, a ich kosztem powiększono obszary gmin w Kłopoczynie i Trębaczewie.
- W latach 1816–1866 – istnieje gmina przy dworze w Sadkowicach.
- 1928 – w skład gminy Lubania wchodzi 26 wsi hipotetycznych i 25 kolonii hipotetycznych.
- 9 grudnia 1972 – w powiecie rawskim powstaje gmina Sadkowice, z siedzibą w Sadkowicach.

## Zabytki
Według rejestru zabytków NID na listę zabytków wpisane są obiekty:
- kościół parafialny pw. św. Rycerzy Męczenników, 1855-91, nr rej.: 556/A z 25.03.1981
- dzwonnica, nr rej.: j.w.
- cmentarz kościelny, nr rej.: 982/A z 17.11.1994
- cmentarz rzymskokatolicki, XIX w., nr rej.: 857 z 3.01.1992
- zespół dworski, XVII w., XIX w.:
  - dwór, nr rej.: 726-XI-45 z 13.11.1956
  - park, nr rej.: 726 z 1.06.1984